# Visoko (Croacia)
Visoko es un municipio de Croacia en el condado de Varaždin.

## Geografía
Se encuentra a una altitud de 219 m s. n. m. a 56 km de la capital nacional, Zagreb.

## Demografía
En el censo 2011, el total de población del municipio fue de 1 518 habitantes, distribuidos en las siguientes localidades:
- Čanjevo - 184
- Đurinovec - 135
- Kračevec - 135
- Presečno Visočko - 180
- Vinično - 277
- Visoko - 493
- Vrh Visočki - 114

| Gráfica de población de Visoko 1857-2011                            |
|                                                                     |
| Según los censos de población de la oficina estadística de Croacia. |